# WikiLeaks
WikiLeaks er en non-profitorganisation, der publicerer lækkede, hemmelige dokumenter fra statsmagter m.fl. på nettet,  samtidig med at kilderne (whistleblower'ne) tilbydes anonymitet. WikiLeaks' websted, wikileaks.org, blev lanceret i december 2006 af den australske journalist Julian Assange og var oprindeligt baseret i Sverige. Hjemmesiden finansieres af private donationer, og modtager ikke penge fra statslige myndigheder eller større selskaber.

## Baggrund

### Historie
Domænet wikileaks.org blev registeret den 4. oktober 2006, og det første dokument blev offentliggjort i december 2006. WikiLeaks har siden januar 2007 overvejende været repræsenteret i offentligheden af Julian Assange, der nu er almindeligt anerkendt som "grundlæggeren af WikiLeaks". Ifølge Wired Magazine sagde en frivillig, at Assange beskrev sig selv i en privat samtale, som "the heart and soul of this organisation, its founder, philosopher, spokesperson, original coder, organizer, financier, and all the rest".
WikiLeaks er afhængig af frivillige medarbejdere og har tidligere beskrevet sine grundlæggere som en blanding af kinesiske systemkritikere, journalister, matematikere, og start-up-virksomhedsteknikere fra USA, Taiwan, Europa, Australien og Sydafrika. Hjemmesiden blev oprindeligt lanceret som en brugerredigerbar wiki (deraf navnet), men har gradvist bevæget sig i retning af en mere traditionel publikationmodel og accepterer ikke længere hverken oprettelse af brugere, kommentarer eller redigering. I juni 2009 havde webstedet mere end 1200 tilmeldte frivillige og startede et rådgivende organ bestående af Assange, dennes stedfortræder Jash Vora og syv andre mennesker, hvoraf nogle benægtede enhver forbindelse med organisationen.
| Citat                                       | to bring important news and information to the public... One of our most important activities is to publish original source material alongside our news stories so readers and historians alike can see evidence of the truth. | Citat |
| Om WikiLeaks mål, fra Wikileaks' hjemmeside | |       |

Ifølge et interview fra januar 2010 er WikiLeaksholdet en gruppe bestående af fem mennesker, der arbejder på fuld tid, og omkring 800 mennesker, der arbejder lejlighedsvis, ingen af dem bliver lønnet. WikiLeaks har intet officiel hovedkvarter.
WikiLeaks hævdede i april 2010, at Facebook slettede deres fanside, som havde 30.000 fans.

 
Men den 7. december 2010 var fansiden på Facebook stadig tilgængelig og var vokset med 100.000 fans dagligt siden 1. december til mere end 1,6 millioner fans. Det var også den største vækst i denne uge. Med hensyn til tilstedeværelsen af WikiLeaks på Facebook, har virksomhedens DC-baserede leder Andrew Noyes af Public Policy Communications udtalt: ""Wikileaks Facebook side overtræder ikke vores indholds standarder vi har heller ikke stødt på noget materiale, der lægges på den side, der overtræder vores politik."

### Finansiering
Wikileaks er en non-profitorganisation, i vid udstrækning støttet af frivillige, og organisationen er afhængig af private donationer. Wikileaks' vigtigste finansieringsmetoder omfatter konventionelle bankoverførsler og online betalingssystemer. Årlige udgifter er anslået til omkring 200.000 €, primært til servere og bureaukrati.
WikiLeaks' advokater arbejder ofte professionelt og billigt, og i nogle tilfælde er juridisk støtte blevet doneret af medieorganisationer som Associated Press, Los Angeles Times og National Newspaper Publishers Association. WikiLeaks' eneste indtægtskilde er donationer, men man har overvejet andre muligheder, herunder en auktionsmodel til at sælge tidlig adgang til dokumenter. I september 2011 begyndte Wikileaks' auktioneringsordninger på Ebay til at rejse penge, og Assange fortalte et publikum på Sydney Festival af farlige ideer, at organisationen ikke vil kunne overleve uden en indtægt.
Flere banker og pengeoverførelsesfirmaer har spærret for WikiLeaks' konti. Som en af de første valgte PayPal den 22. januar 2010 at suspenderede WikiLeaks' "donationskonto og indefrøs deres aktiver. WikiLeaks sagde, at dette var sket før, og blev gjort uden "nogen indlysende grund". Kontoen blev genoprettet den 25. januar 2010. Den 18. maj 2010 meddelte WikiLeaks at organisationens hjemmeside og arkiv havde back-up på andre servere.

I 2010 modtog WikiLeaks € 635,772.73 i private donationer via PayPal, minus € 30.000 i PayPalgebyrer, og € 695,925.46 i bankoverførsler. € 500,988.89 af det beløb blev modtaget i december måned, primært som bankoverførsler inden PayPals betalingsstandsning den 4. december. € 298,057.38 af den resterende del blev modtaget i april.

### Juridisk status
WikiLeaks' juridiske status  er kompleks. Assange mener WikiLeaks skal yde beskyttelse af whistleblower'en. I stedet for at lække fortrolige dokumenter direkte til pressen og frygte eksponering og eventuel gengældelse, kan informanter lække til WikiLeaks, som derefter giver lækager videre til pressen.
WikiLeaks' servere er placeret i hele Europa og er tilgængelige fra alle ucensurerede webforbindelser. Organisationen har placeret sit hovedsæde i Sverige, fordi Sverige har en af verdens stærkeste love til beskyttelse af fortrolige relationer mellem kilder og journalister.   WikiLeaks har erklæret, at de ikke kræver oplysninger om dem der lækker dokumenter.   Og Assange brugte sin tale under Hack In The Box konference i Malaysia til at bede mængden af hackere og sikkerheds-eksperter til at hjælpe med at finde dokumenter til listen over "Most Wanted Leaks of 2009".
Det amerikanske justitsministerium indledte en strafferetlig sag mod WikiLeaks og grundlæggeren Julian Assange kort efter lækagen af diplomatiske dokumenter begyndte. Sagen er kendt som Cable gate.

## Læk
WikiLeaks offentliggjorde det første dokument i december 2006, som  indeholdt en beslutning om at myrde embedsmænd underskrevet af Sheikh Hassan Dahir Aweys. I august 2007 bragte The Guardian en historie om korruption af familien til den tidligere kenyanske leder Daniel arap Moi baseret på oplysninger offentliggjort via WikiLeaks. 
I november 2007 blev en kopi fra marts 2003 af Standard Operating Procedures for Camp Delta, der beskriver protokollen i den amerikanske hær på Guantanamo Bay-fangelejren, frigivet. Dokumentet viste, at nogle fanger var gemt væk under besøg af Den Internationale Komité for Røde Kors, noget som det amerikanske militær tidligere gentagne gange havde afvist.
Det højreorienterede engelske parti British National Partys medlemsliste blev lækket på Wikileaks den 18. november 2008. Denne liste indeholdt navne, adresser, alder og andre oplysninger på omkring daværende og tidligere 13.500 medlemmer af BNP. Den 20. oktober 2009 blev BNP's medlemsliste fra april 2008 lækket. Den dækkede over 11.811 medlemmer.
Wikileaks har også offentligtgjort Bilderberggruppen's møderapporter fra årene 1955, 1956, 1957, 1958, 1960, 1962, 1963 og 1980.
Og der er blevet frigivet 570.000 aflytninger af personsøgerbeskeder, der sendtes på dagen for terrorangrebene den 11. september.
I juli 2010 sendte WikiLeaks 92.000 dokumenter vedrørende krigen i Afghanistan mellem 2004 og udgangen af 2009, kaldet Den afghanske krigsdagbog, til The Guardian, The New York Times og Der Spiegel. De dokumenter detaljeret enkelte hændelser, herunder friendly fire, og civile tab. I slutningen af juli blev en 1,4 GB stor "insurance file" føjet til den afghanske krigsdagbogs side, hvis dekrypteringsdetaljer ville blive frigivet, hvis WikiLeaks eller Assange på nogen måde blev skadet.

### FraCable gatetil 2013
WikiLeaks opnåede betydelig medieomtale da organisationen den 22. oktober 2010 offentliggjorde 400.000 militære rapporter fra Irakkrigen fra perioden 1. januar 2004 – 31. december 2009. Kort efter, den 28. november 2010, påbegyndte WikiLeaks offentliggørelsen af 251.287 dokumenter udarbejdet af amerikanske ambassader, også kendt som Cable gate. 
I januar 2011 blev oprøret i Tunesisen forstærket efter at befolkningen blev bekendt med korruptionsmistanke imod præsident Zine el-Abidine Ben Ali og hans familie. Anklagerne om korruption blev lækket af Wikileaks i december 2010, det er blevet antydet at lækningen var direkte årsag til at landets præsident blev kastet på porten.
I april 2011 begyndte Wikileaks af offentliggøre 779 hemmelige filer om fangerne på Guantanamo Bay.
Den 5. juli 2012 begyndte WikiLeaks at offentliggøre "Syrienfilerne", mere end to millioner e-mails fra syriske politikere, ministerier og associerede virksomheder, der stammer fra august 2006 til marts 2012. 
Torsdag den 25. oktober 2012 begyndte WikiLeaks at offentliggøre tilbageholdte politiker og retningslinjer, mere end 100 fortrolige eller på anden måde begrænsede filer fra USA's Forsvarsministerium, filerne handler om regler og procedurer for tilbageholdte i amerikansk militær varetægt.
I April 2013 offentliggjorde WikiLeaks mere end 1,7 millioner amerikanske diplomatiske og efterretningsmæssige dokumenter fra 1970'erne. Disse dokumenter omfattede Kissinger-kablerne.

### Notater
1. ↑  Sunshine Press Productions ehf, Certificate of Incorporation.  Iceland. 26 January 2011.
2. ↑  "Whois Search Results: wikileaks.org". GoDaddy.com. Arkiveret fra originalen 11. oktober 2012. Hentet 10. december 2010.
3. ↑  Calabresi, Massimo (2. december 2010). "WikiLeaks' War on Secrecy: Truth's Consequences". Time. New York. Arkiveret fra originalen 20. maj 2013. Hentet 19. december 2010. Reportedly spurred by the leak of the Pentagon papers, Assange unveiled WikiLeaks in December 2006.
4. ↑  Guilliatt, Richard (30. maj 2009). "Rudd Government blacklist hacker monitors police". The Australian. Sydney. Hentet 17. juni 2010.
5. ↑  Burns, John F.; Somaiya, Ravi (23. oktober 2010). "WikiLeaks Founder on the Run, Trailed by Notoriety". The New York Times. Hentet 19. december 2010.
6. 1 2  "Wikileaks:About". WikiLeaks. Arkiveret fra originalen 14. marts 2008. Hentet 3. juni 2009.
7. ↑  Rintoul, Stuart (9. december 2010). "WikiLeaks advisory board 'pretty clearly window-dressing'". The Australian. Sydney. Hentet 18. december 2010.
8. ↑  Inside WikiLeaks’ Leak Factory. Mother Jones (6 April 2010). Retrieved on 22 November 2011.
9. 1 2 3 4  Mey, Stefan (4. januar 2010). "Leak-o-nomy: The Economy of Wikileaks (Interview with Julian Assange)". Medien-Ökonomie-Blog. Arkiveret fra originalen 13. december 2010. Hentet 19. december 2010.
10. ↑  "WikiLeaks claims Facebook deleted its page, 30000 fans". News.com.au Techology blog. 21. april 2010. Arkiveret fra originalen 30. maj 2012. Hentet 23. april 2010.
11. ↑  "Wikileaks Claims Facebook Deleted Their Fan Page Because They "Promote Illegal Acts"". Gawker. 20. april 2010. Hentet 21. april 2010.
12. ↑  "Wikileaks Fan Page Pulled Down for Being "Inauthentic," Says Facebook". TechPresident. 21. april 2010. Arkiveret fra originalen 24. april 2010. Hentet 22. april 2010.
13. ↑  Glanfield, Tim (2. december 2010). "WikiLeaks supporters embrace Twitter & Facebook accounts". Beehive City. Arkiveret fra originalen 5. december 2010. Hentet 5. februar 2012.
14. ↑  "search for 'Wikileaks'". Famecount.com. Arkiveret fra originalen 20. januar 2011. Hentet 5. december 2010.
15. ↑  Kirkpatrick, Marshall (6. december 2010). "Facebook: We're Not Kicking Wikileaks Off Our Site". ReadWriteWeb. Arkiveret fra originalen 7. december 2010. Hentet 7. december 2010.
16. ↑  "WikiLeaks: Paypal has again locked our..." Twitter. Hentet 26. januar 2010.
17. ↑  "WikiLeaks: Paypal has freed up our..." Twitter. Hentet 26. januar 2010.
18. ↑  "Wikileaks: Next milestone completed:..." Twitter. 18. maj 2010. Hentet 18. december 2010.
19. ↑  ""Project 04: Enduring freedom of information" Preliminary transparency report 2010" (PDF). Wau-Holland-Stiftung (WHS) via Cryptome. 26. april 2011. Arkiveret (PDF) fra originalen 3. juni 2013. Hentet 5. februar 2012.
20. ↑  Light, Gilead (26. august 2010). "The WikiLeaks story and criminal liability under the espionage laws". The Great Debate (blog). Reuters. Arkiveret fra originalen 2. februar 2019. Hentet 6. december 2010.
21. 1 2  Woolner, Ann (28. juli 2010). "WikiLeaks Secret Records Dump Stays in Legal Clear". Bloomberg. New York.
22. ↑  Hennigan, W. J. (2. december 2010). "WikiLeaks' new home is in a former bomb shelter". Los Angeles Times techology blog. Hentet 11. december 2010.
23. ↑  Nystedt, Dan (28. oktober 2009). "Wikileaks leader talks of courage and wrestling pigs". PC World Australia. Sydney. Arkiveret fra originalen 2. februar 2014. Hentet 5. december 2010.
24. ↑  Savage, Charlie (1. december 2010). "U.S. Weighs Prosecution of WikiLeaks Founder, but Legal Scholars Warn of Steep Hurdles". The New York Times. Hentet 5. december 2010.
25. ↑  Yost, Pete (29. november 2010). "Holder says WikiLeaks under criminal investigation". Fox News. Hentet 5. december 2010.
26. ↑  Khatchadourian, Raffi (7. juni 2010). "No Secrets: Julian Assange's Mission for total transparency". The New Yorker. Hentet 8. juni 2010.
27. ↑  Rice, Xan (31. august 2007). "The looting of Kenya". The Guardian. London. Hentet 28. februar 2008.
28. ↑  Singel, Ryan (14. november 2007). "Sensitive Guantánamo Bay Manual Leaked Through Wiki Site". Wired. New York.
29. ↑  "Guantanamo operating manual posted on Internet". Reuters. 15. november 2007. Hentet 15. november 2007.
30. ↑  BBC.co.uk, 21. marts 2009, 'BNP membership' officer sacked
31. ↑  McCullagh, Declan (25. november 2009). "Egads! Confidential 9/11 Pager Messages Disclosed;November 2009". CBS News. Arkiveret fra originalen 30. juli 2012. Hentet 31. december 2010.
32. ↑  "Afghanistan war logs: the unvarnished picture". The Guardian. London. 26. juli 2010. Hentet 26. juli 2010.
33. ↑  Zetter, Kim (30. juli 2010). "WikiLeaks Posts Mysterious 'Insurance' File". Wired. New York. Hentet 31. juli 2010.
34. ↑  www.aftenposten.no, Har Wikileaks veltet sin første diktator?, 15. januar 2011
35. ↑  the.guardian.co.uk, Guantánamo leaks lift lid on world's most controversial prison, 25. april 2011
36. ↑  "Syria Files" Arkiveret 22. november 2014 hos  Wayback Machine. WikiLeaks. Archived from the original on 5 July 2012. Retrieved 5 July 2012.
37. ↑  "Press Release: The Detainee Policies". Wikileaks.org. 2012-10-25. Archived from the original on 2014-04-07. Retrieved 2012-11-19.
38. ↑  "WikiLeaks to release US diplomatic and intelligence documents from 1970s". news.com.au. 8 April 2013. Archived from the original on 2013-04-08. Retrieved 8 April 2013.